# Avro 557
Die Avro 557 Ava war ein Doppeldecker-Bomber des britischen Herstellers Avro.

## Geschichte
Von Avro-Chefkonstrukteur Roy Chadwick wurde im November 1923 der Avro-556-Torpedobomber mit zwei 1000 bhp (746 kW/1014 PS) leistenden Napier-Cub-Motoren konzipiert; später wurde beschlossen, aus den bereits bestehenden Entwürfen einen Langstrecken-Küstenschutz-Bomber und Nachtbomber mit der Bezeichnung Avro 557 zu entwickeln.
Der erste Prototyp hatte je einen MG-Stand in Bug und Heck sowie einen weiteren Platz für einen dritten Schützen in einer Gondel, „dustbin“ (Mülleimer) genannt. Tragen konnte dieser Prototyp entweder eine 2000-lb-(ca. 907-kg)-Bombenlast oder einen 21-inch-(ca. 0,5-m)-Whitehead-Torpedo, als Antrieb dienten zwei unverkleidete wassergekühlte Rolls-Royce-Condor-III-Motoren mit je 650 hp (485 kW/659 PS) Leistung.
Das offene Cockpit bot zwei Piloten nebeneinander Platz und war mit einer Doppelsteuerung ausgerüstet. Die Holzkonstruktion war im Hinblick auf die eventuelle Verwendung auf Marineschiffen mit Falttragflächen ausgestattet, im Heck wirkte ein doppeltes Höhenleitwerk. Obwohl dieser erste Prototyp bereits im Jahre 1924 hergestellt worden war, wurde er erst am 3. Juli 1926 der Öffentlichkeit vorgestellt.
Ein weiteres Jahr verging, bis der zweite Prototyp am 3. Juli 1927 gezeigt wurde. Diese Maschine war – vom ersten Prototyp abweichend – eine Metallkonstruktion mit geraden statt abgerundeten Tragflächenenden. Aufgrund einer Änderung des britischen Standardtorpedos bestand jedoch bei den britischen Marinefliegern kein Bedarf mehr an dieser Maschine, und so erfolgte keine Serienproduktion der 557, die Avro-intern die Bezeichnung Ava erhalten hatte.

## Technische Daten
| Avro 557 (1. Prototyp) (Daten des 2. Prototyps, sofern bekannt, in Klammern) |                                                                |
| Kenngröße                                                                    | Daten                                                          |
| Länge                                                                        | 18,82 m                                                        |
| Höhe                                                                         | 5,99 m                                                         |
| Flügelspannweite                                                             | 29,51 m (29,06 m)                                              |
| Antrieb                                                                      | zwei V12-Motoren Rolls-Royce Condor III mit je 485 kW (659 PS) |
| Höchstgeschwindigkeit                                                        | ca. 155 km/h                                                   |
| Besatzung                                                                    | 5 (Pilot, Kopilot, 3 Bombenschützen)                           |
| Leergewicht                                                                  | 6035 kg                                                        |
| max. Startgewicht                                                            | 9283 kg                                                        |

Interessant ist sicherlich die Tatsache der Existenz von Konstruktionsplänen eines ebenfalls als Avro 557 bezeichneten einsitzigen Eindeckers, der jedoch nie gebaut wurde. Diese Pläne – datiert vom 5. Januar 1923 – zeigen einen Rumpf der Avro 552 mit dem Fahrwerk der Avro 504 N, ausgestattet mit einem Wolseley-Viper-Motor. Als Tragwerk waren auf einem Zentralpylon drahtabgespannte Parasol-Flügel vorgesehen.
Anhand der Zeichnung wurden folgende Eckdaten für dieses Flugzeug berechnet:
- 726 kg Gesamtgewicht
- 1111 kg Gesamtgewicht
- 177 km/h Höchstgeschwindigkeit
- 305 m/min Steigrate
- 6100 m Gipfelhöhe